# Pregària

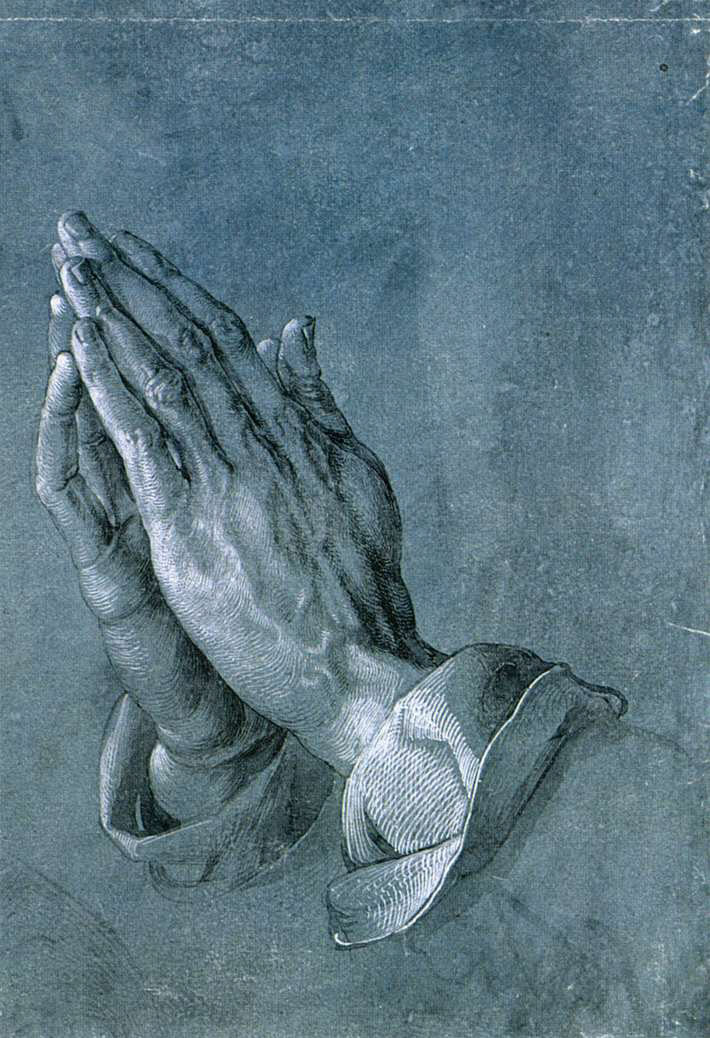
Mans en oració, d'Albrecht Dürer.

La pregària o oració és una invocació o acte que pretén activar una relació amb un objecte de culte mitjançant una comunicació deliberada. En sentit estricte, el terme es refereix a un acte de súplica o intercessió dirigit cap a una divinitat o un avantpassat divinitzat. De manera més general, l'oració també pot tenir el propòsit d'acció de gràcies o de lloança. En religió comparada està estretament associada amb formes més abstractes de meditació. L'oració pot prendre diverses formes: pot formar part d'una litúrgia o ritual establert, i es pot practicar en soledat o en grup.
L'acte de pregària està testimoniat en fonts escrites ja fa cinc mil anys. La majoria de les religions principals impliquen l'oració d'una manera o altra; alguns ritualitzen l'acte, requerint una seqüència estricta d'accions o posant una restricció a qui té permís per pregar, mentre que altres ensenyen que l'oració pot ser practicada espontàniament per qualsevol en qualsevol moment.

## Etimologia
El terme català pregària prové del llatí medieval precaria. El llatí de la Vulgata és oratio, que es tradueix al grec com προσευχή al seu torn la traducció de la Septuaginta de l'hebreu bíblic és תְּפִלָּה tĕphillah.

## Pràctica
Diverses tradicions espirituals ofereixen una gran varietat d'actes devocionals. Hi ha oracions del matí i del vespre, accions de gràcies durant els àpats i gestos físics de reverències. Alguns cristians pleguen les mans. Alguns nadius americans consideren la dansa com una forma d'oració. Els hindús canten mantres. L'oració jueva pot implicar balancejar-se cap endavant i cap enrere i inclinar-se. L'oració musulmana implica inclinar-se, agenollar-se i postrar-se, mentre que alguns sufís es giren. Els quàquers solen callar. Alguns resen segons rituals i litúrgies normalitzats, mentre que altres prefereixen les oracions extemporànies; altres combinen els dos.

### Tipologies i modalitats
Friedrich Heiler (1892-1967), a la Tipologia sistemàtica de l'oració, enumera sis tipus d'oració: primitiva, ritual, cultural grega, filosòfica, mística i profètica. Algunes formes d'oració requereixen una forma ritual prèvia de neteja o purificació, com en ghusl i wudhu.
L'oració pot tenir lloc de manera privada i individual (de vegades anomenada pregària afectiva), o col·lectivament, compartida o dirigida en nom de creients d'una tradició de fe específica o d'un grup més ampli de persones. L'oració es pot incorporar a una "vida de pensament" diària, en la qual un està en constant comunicació amb un déu. Algunes persones resen durant tot el que passa durant el dia i busquen orientació a mesura que avança el dia. La relació constant amb Jesús es considera realment com un requisit en diverses denominacions cristianes. Hi pot haver moltes respostes diferents a l'oració, de la mateixa manera que hi ha moltes maneres d'interpretar una resposta a una pregunta, si de fet hi ha una resposta.
Algunes tradicions distingeixen entre l'oració contemplativa i meditativa.
Els actes exteriors que poden acompanyar l'oració inclouen la unció amb oli; tocar una campana; cremar encens o paper; encendre una o més espelmes; dirigir-se a una direcció específica (per exemple, cap a la Meca o cap a l'Est); i fent el senyal de la creu. Un acte menys notable relacionat amb l'oració és el dejuni.
Es poden assumir diverses postures corporals, sovint amb un significat específic (principalment respecte o adoració) associat a elles: dempeus; assegut; agenollat; postrat a terra; ulls oberts; ulls tancats; mans plegades o juntes; mans aixecades; agafar-se de la mà amb els altres; una imposició de mans i altres. Les oracions es poden recitar de memòria, llegir-se d'un llibre d'oracions o compondre's espontàniament o "improvisadament". Es poden dir, cantar o cantar. Poden tenir o no un acompanyament musical. Pot haver-hi un temps de silenci exterior mentre les oracions s'ofereixen mentalment. Sovint, hi ha oracions per a ocasions específiques, com ara la benedicció d'un àpat, el naixement o la mort d'un ésser estimat, altres esdeveniments significatius en la vida d'un creient o dies de l'any que tenen un significat religiós especial. A continuació es detallen els detalls corresponents a tradicions específiques.

## Història

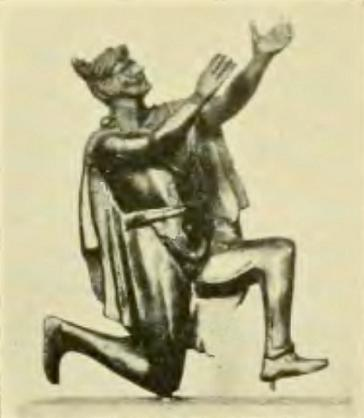
Una posició de genolls amb les mans alçades expressava "súplica" a l'antiguitat clàssica. La paraula per a "oració" i per a "súplica" és idèntica a les llengües antigues (oratio, προσευχή, תְּפִלָּה, etc.), sense distinció terminològica entre les súpliques dirigides als poders humans i no als divins. Estatueta coneguda com "Pregant alemany" o "bàrbar suplicant". No se sap si aquesta figura es va situar originàriament en un context de pregària religiosa o de rendició militar.

Antropològicament, el concepte d'oració està estretament relacionat amb el de rendició i la súplica. La postura tradicional de l'oració a l'Europa medieval és agenollada o supinada amb les mans entrellaçades, a l'antiguitat més típicament amb les mans aixecades. La postura d'oració cristiana primitiva era dempeus, mirant al cel, amb els braços estesos i el cap nu. Aquesta és la postura d'oració pagana precristiana (excepte el cap nu, que es va prescriure per als homes a I Corintis 11:4, en el paganisme romà, el cap s'havia de cobrir amb l'oració). Algunes figures cretenques i xipriotes de l'edat del bronze final, amb els braços alçats, s'han interpretat com a adoradors. La seva postura és ajupit amb les mans alçades relacionada amb el gest universal de "mans amunt" de rendició. La postura de genolls amb les mans entrellaçades sembla haver-se introduït només a l'inici del període altmedieval, presumiblement adoptada a partir d'un gest d'homenatge feudal.
Encara que l'oració en el seu sentit literal no s'utilitza en l'animisme, la comunicació amb el món dels esperits és vital per a la forma de vida animista. S'aconsegueix normalment a través d'un xaman que, mitjançant un tràngol, accedeix al món dels esperits i després mostra els pensaments dels esperits a la gent. Altres maneres de rebre missatges dels esperits inclouen l'ús de l'astrologia o la contemplació dels endevins i els curanderos.
Algunes de les obres literàries més antigues, com l'himne del temple de Kesh (c. segle 26 aC), és la litúrgia adreçada a les divinitats i, per tant, tècnicament "l'oració". Els textos de les piràmides egípcies d'aproximadament el mateix període contenen de manera similar encanteris o conjurs adreçats als déus. En el sentit més fluix, en forma de pensament màgic combinat amb animisme, antropòlegs com Sir Edward Burnett Tylor i Sir James George han argumentat que l'oració representa un universal cultural humà, que hauria estat present des de l'aparició de la modernitat conductual de Frazer.
Hi ha registres fiables disponibles per a les religions politeistes de l'Edat del Ferro, sobretot la religió grega antiga, que va influir fortament en la religió romana. Aquestes tradicions religioses van ser desenvolupaments directes de les religions anteriors de l'Edat del Bronze. L'oració cerimonial era molt formulada i ritualitzada.
En el politeisme antic, el culte als avantpassats no es distingeix del culte teista (vegeu també l'euhemerisme). Els vestigis del culte als avantpassats persisteixen, d'una manera o una altra, en les tradicions religioses modernes d'arreu del món, sobretot a la religió xintoista japonesa, la religió popular vietnamita i la religió popular xinesa. Les pràctiques implicades en l'oració xintoista estan molt influenciades pel budisme; El budisme japonès també ha estat fortament influenciat pel xintoisme al seu torn. Les oracions xintoistes sovint consisteixen en desitjos o favors demanats al kami, en lloc de llargs elogis o devocions. La pràctica de l'exvot és universal i està atestada almenys des de l'edat del bronze. En Shinto, això pren la forma d'una petita tauleta de fusta, anomenada ema.
Les oracions en etrusc van ser utilitzades al món romà pels àugurs i altres oracles molt després que l'etrusc es convertís en una llengua morta. La Carmen Arvale i la Carmen Saliare són dos exemplars d'oracions parcialment conservades que semblen inintel·ligibles als seus escribes i el llenguatge dels quals està ple d'arcaismes i passatges difícils.
Les oracions i els sacrificis romans es van imaginar com a negocis legals entre la deïtat i el devot. El principi romà s'expressava com do ut des: "Jo dono, perquè tu donis". El tractat d'agricultura de Cató el Vell conté molts exemples d'oracions tradicionals conservades; en un, un pagès s'adreça a la deïtat desconeguda d'un bosc possiblement sagrat, i sacrifica un porc per aplacar el déu o la deessa del lloc i demanar-li permís per talar alguns arbres de l'arbreda.

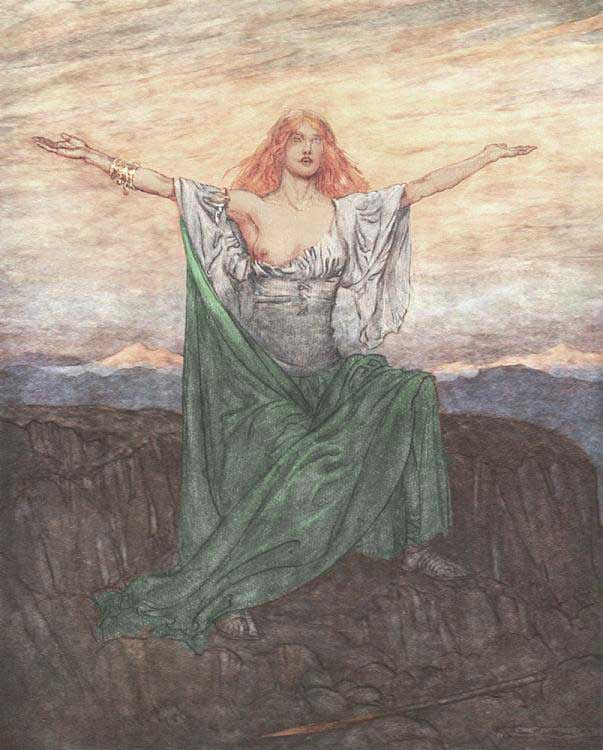
La valquíria Sigrdrífa fa una pregària nòrdica pagana en Sigrdrífumál ; il·lustració d' Arthur Rackham

Les religions celtes, germàniques i eslaves són registrades molt més tard, i molt més fragmentàriament, que les religions de l'antiguitat clàssica. No obstant això, mostren un paral·lelisme substancial amb les religions més ben documentades de l'edat del ferro. En el cas de la religió germànica, la pràctica de l'oració està acreditada de manera fiable, però no es registra cap litúrgia real des del primer període (època romana). Hi ha constància d'una pregària en nòrdic antic en forma de dramatització en la poesia escalda. Aquesta pregària està registrada en estrofes 2 i 3 del poema Sigrdrífumál, compilat al segle XIII Edda poètica a partir de fonts tradicionals anteriors, on la valquíria Sigrdrífa resa als déus i a la terra després de ser despertada per l'heroi Sigurd. Al capítol s'esmenta una pregària a Odin 2 de la saga Völsunga on el rei Rerir prega per un nen. En l'estrofa 9 del poema Oddrúnargrátr, es fa una pregària a les "ànimes en pena amables, Frigg i Freyja, i a molts déus. Al capítol 21 de la saga Jómsvíkinga, desitjant capgirar el rumb de la batalla de Hjörungavágr, Haakon Sigurdsson finalment va trobar les seves oracions contestat per les deesses Þorgerðr Hölgabrúðr i Irpa. La religió popular a l'època medieval va produir sincretismes entre les tradicions precristianes i cristianes. Un exemple és l'encant anglosaxó del segle XI Æcerbot per a la fertilitat dels cultius i la terra, o el Wið færstice mèdic. L'oració de Wessobrunn del segle VIII s'ha proposat com una pregària pagana cristianitzada i comparada amb la pagana Völuspá i els Conjurs de Merseburg, aquests últims registrats al segle IX o X però d'orígens tradicionals molt més antics.
En la mitologia aborigen australiana, xamans aborígens utilitzen maban o mabain, el material que es creu que els dóna els seus poders. Se sap que els indis pueblo feien servir bastons de pregària, és a dir, pals amb plomes enganxades com a ofrenes suplicatòries. Els indis de l'ètnia hopi també utilitzaven pals de pregària, però hi van adjuntar una petita bossa de menjar sagrat.

## Tipus

### Peticions directes
Hi ha diferents formes d'oració. Un d'ells és apel·lar directament a una deïtat perquè concedeixi les seves peticions. Alguns han anomenat això com l'enfocament social de l'oració.
Els arguments ateus contra l'oració es dirigeixen majoritàriament contra l'oració peticionària en particular. Daniel Dennett va argumentar que l'oració peticionària podria tenir l'efecte psicològic indesitjable d'alleujar una persona de la necessitat de prendre mesures actives.

### Educativa
Des de la perspectiva educativa, l'oració no és una conversa. Més aviat, pretén inculcar certes actituds en qui prega, però no influir. Entre els jueus, aquest ha estat el plantejament de Rabbenu Bachya, Rabbi Yehuda Halevi, Joseph Albo, Samson Raphael Hirsch i Joseph B. Soloveitchik. Aquesta visió l'expressa el rabí Nosson Scherman a la visió general de l' Artscroll Siddur (p. XIII).
Entre els teòlegs cristians, EM Bounds va declarar el propòsit educatiu de l'oració en cada capítol del seu llibre, La necessitat de l'oració. Els llibres d'oracions com el Llibre de pregària comuna són tant el resultat d'aquest enfocament com una exhortació a mantenir-lo.

### Racionalista
En el punt de vista racionalista, l'objectiu final de l'oració és ajudar a entrenar una persona per centrar-se en la divinitat mitjançant la filosofia i la contemplació intel·lectual (meditació). Aquest enfocament va ser adoptat per l'erudit i filòsof jueu Maimònides  i els altres racionalistes medievals. Es va fer popular en els cercles intel·lectuals jueus, cristians i islàmics, però mai es va convertir en la comprensió més popular de l'oració entre els laics en cap d'aquestes religions.
En un enfocament racionalista, la pregària engloba tres aspectes. En primer lloc, " logos ", com a "idea" de l'emissor, en segon lloc " rhemata " com les paraules per expressar la idea, i en tercer lloc "rhemata" i "logos", on s'envia la idea (per exemple, a Déu, Al·là). Així, pregar no és una conversa amb Déu, o Jesús, sinó quelcom que es dirigeix de manera unidireccional cap al diví. Entre les religions abrahàmiques, l'islam, el cristianisme ortodox i el judaisme hassídic probablement s'adhereixen més a aquest concepte, també perquè no admet mitologies secundàries, i ha agafat les seves arrels espirituals de la filosofia hel·lenística, particularment d'Aristotil.
De la mateixa manera en l'hinduisme, les diferents divinitats són manifestacions d'un sol Déu amb oracions associades. No obstant això, molts indis, especialment hindús, creuen que Déu es pot manifestar en persones, fins i tot en persones de castes inferiors, com els sadhus.

### Experiencial

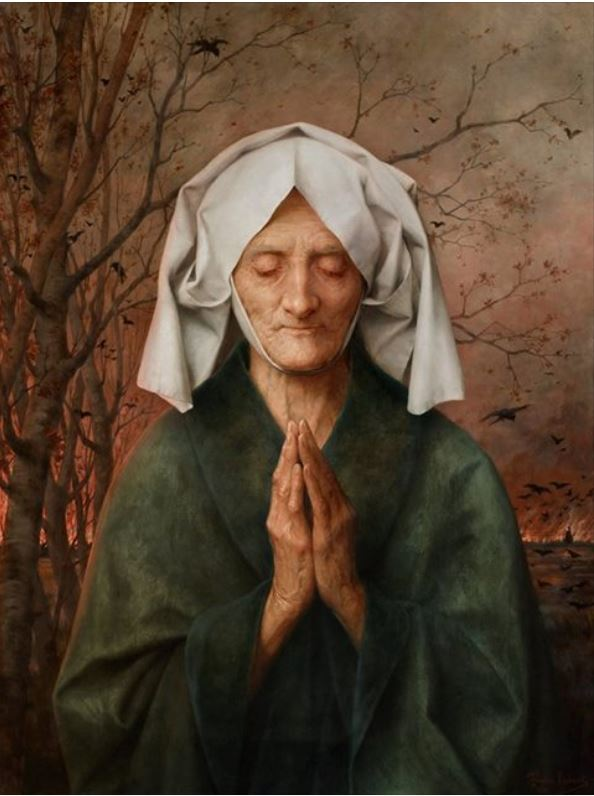
Dona vella resant de Théophile Lybaert

En l'enfocament vivencial, el propòsit de l'oració és permetre a la persona que prega obtenir una experiència directa del destinatari de l'oració (o tan propera com ho permeti una teologia específica). Aquest enfocament és molt significatiu en el cristianisme i molt estès en el judaisme (encara que menys popular teològicament). A l'ortodòxia oriental, aquest enfocament es coneix com a hesicasme. També està molt estès a l'islam sufí, i en algunes formes de misticisme. Té algunes similituds amb l'enfocament racionalista, ja que també pot implicar la contemplació, encara que la contemplació no es considera generalment com a racional o intel·lectual.

Les tradicions cristianes i catòliques també inclouen un enfocament vivencial de l'oració dins de la pràctica de la lectio divina . Històricament una pràctica benedictina, la lectio divina implica els passos següents: es llegeix en veu alta un breu fragment de l'escriptura; el passatge es medita sobre l'ús de la ment per situar l'oient en una relació o diàleg amb el text; recitació d'una pregària; i conclou amb la contemplació. El Catecisme de l'Església Catòlica descriu l'oració i la meditació de la següent manera:
La meditació implica el pensament, la imaginació, l'emoció i el desig. Aquesta mobilització de facultats és necessària per aprofundir les nostres conviccions de fe, impulsar la conversió del nostre cor i reforçar la nostra voluntat de seguir Crist. La pregària cristiana intenta sobretot meditar sobre els misteris de Crist, com en la lectio divina o el rosari. Aquesta forma de reflexió orant té un gran valor, però l'oració cristiana hauria d'anar més enllà: al coneixement de l'amor del Senyor Jesús, a la unió amb ell.
L'experiència de Déu dins del misticisme cristià s'ha contrastat amb el concepte de religió vivencial o experiència mística a causa d'una llarga història o autors que viuen i escriuen sobre l'experiència amb el que és diví d'una manera que identifica Déu com a incognoscible i inefable, el llenguatge d'aquestes idees es podria caracteritzar paradoxalment com a "experiencial", així com sense els fenòmens de l'experiència.
Als segles XVIII, XIX i XX, diverses figures històriques van presentar opinions molt influents que la religió i les seves creences es poden fonamentar en la pròpia experiència. Mentre Kant sostenia que l'experiència moral justificava les creences religioses, John Wesley, a més de subratllar l'esforç moral individual, pensava que les experiències religioses en el moviment metodista (paral·lelament al moviment romàntic) eren fonamentals per al compromís religiós com a forma de vida. Segons la doctrina catòlica, els metodistes no tenen un enfocament ritual i racional per a la pregària, però confien en formes individualistes i moralistes de culte en conversa directa amb Déu. Aquest enfocament és rebutjat per la majoria de les religions ortodoxes.